# クリスタルブラック
クリスタルブラック（欧字名:Crystal Black、2017年4月25日 - ）は、日本の競走馬。2020年の京成杯の勝ち馬である。
馬名の意味は、黒い水晶。

## 戦績
美浦の高橋文雅厩舎に入厩。12月15日中山の新馬戦に3番人気で出走、道中後方の10番手で脚を溜め3コーナー過ぎで大外へ進出すると最後はマッチレスノヴェルを残り100mでかわして押し切りデビュー戦を飾る。
3歳初戦、1月19日中山の京成杯では7番人気という伏兵であったが、後方追走から徐々にポジションを上げ、直線では1番人気のスカイグルーヴを外から一気に交わし、最後は半馬身差をつけて重賞初制覇を果たした。鞍上の吉田豊は3年ぶりの重賞制覇、吉田とは大久保洋吉厩舎での同門だった高橋は重賞初勝利であった。
続く皐月賞では後方追走から末脚勝負をかけたものの伸びを欠き16着に大敗した。レース後、右前脚浅屈腱炎が判明。全治1年半から2年ほどかかる見込みと診断されている。
2022年9月25日に行われたオールカマーで2年5か月ぶりに実戦復帰したが11着に大敗すると、初のマイル戦となった11月26日のキャピタルステークスでは16着という結果に終わり、再び長期の休養に入った。
そして、2025年5月2日をもってJRAとしての競走馬登録を抹消し、乗馬になる（繋養先は未定）。

## 競走成績
以下の内容は、netkeiba.comの情報に基づく。
| 競走日     | 競馬場 | 競走名       | 格   | 距離（馬場）  | 頭 数 | 枠 番 | 馬 番 | オッズ （人気） | 着順 | タイム （上がり3F） | 着差 | 騎手    | 斤量 [kg] | 1着馬（2着馬）         | 馬体重 [kg] |
| ---------- | ------ | ------------ | ---- | ------------- | ----- | ----- | ----- | --------------- | ---- | ------------------- | ---- | ------- | --------- | ---------------------- | ----------- |
| 2019.12.15 | 中山   | 2歳新馬      |      | 芝1800m（良） | 16    | 1     | 2     | 007.30（3人）   | 01着 | R1:53.2（34.4）     | -0.2 | 0吉田豊 | 55        | （マッチレスノヴェル） | 472         |
| 2020.01.19 | 中山   | 京成杯       | GIII | 芝2000m（稍） | 12    | 1     | 1     | 020.90（7人）   | 01着 | R2:02.1（35.4）     | -0.1 | 0吉田豊 | 56        | （スカイグルーヴ）     | 476         |
| 0000.04.19 | 中山   | 皐月賞       | GI   | 芝2000m（稍） | 18    | 6     | 11    | 014.60（5人）   | 16着 | R2:02.5（36.4）     | -1.8 | 0吉田豊 | 57        | コントレイル           | 474         |
| 2022.09.25 | 中山   | オールカマー | GII  | 芝2200m（良） | 13    | 5     | 6     | 148.7（11人）   | 11着 | R2:14.4（36.2）     | -1.7 | 0吉田豊 | 56        | ジェラルディーナ       | 488         |
| 0000.11.26 | 東京   | キャピタルS  | L    | 芝1600m（良） | 18    | 7     | 15    | 077.4（16人）   | 16着 | R1:33.9（34.4）     | -1.4 | 0吉田豊 | 56        | ララクリスティーヌ     | 482         |

## 血統表
| クリスタルブラックの血統    | クリスタルブラックの血統                               | クリスタルブラックの血統          | （血統表の出典）                  | （血統表の出典） |
| 父系                        | ヘイロー系                                             | ヘイロー系                        | ヘイロー系                        | [ § 2 ]          |
| 父 キズナ 2010 青鹿毛       | 父の父ディープインパクト 2002 鹿毛                     | *サンデーサイレンス               | Halo                              | Halo             |
| 父 キズナ 2010 青鹿毛       | 父の父ディープインパクト 2002 鹿毛                     | *サンデーサイレンス               | Wishing Well                      |                  |
| 父 キズナ 2010 青鹿毛       | 父の父ディープインパクト 2002 鹿毛                     | *ウインドインハーヘア             | Alzao                             | Alzao            |
| 父 キズナ 2010 青鹿毛       | 父の父ディープインパクト 2002 鹿毛                     | *ウインドインハーヘア             | Burghclere                        |                  |
| 父 キズナ 2010 青鹿毛       | 父の母*キャットクイル Catequil 1990 鹿毛               | Storm Cat                         | Storm Bird                        | Storm Bird       |
| 父 キズナ 2010 青鹿毛       | 父の母*キャットクイル Catequil 1990 鹿毛               | Storm Cat                         | Terlingua                         |                  |
| 父 キズナ 2010 青鹿毛       | 父の母*キャットクイル Catequil 1990 鹿毛               | Pacific Princess                  | Damascus                          | Damascus         |
| 父 キズナ 2010 青鹿毛       | 父の母*キャットクイル Catequil 1990 鹿毛               | Pacific Princess                  | Fiji                              |                  |
| 母 アッシュケーク 2006 鹿毛 | 母の父*タイキシャトル Taiki Shuttle 1994 栗毛 アメリカ | Devil's Bag                       | Halo                              | Halo             |
| 母 アッシュケーク 2006 鹿毛 | 母の父*タイキシャトル Taiki Shuttle 1994 栗毛 アメリカ | Devil's Bag                       | Ballade                           |                  |
| 母 アッシュケーク 2006 鹿毛 | 母の父*タイキシャトル Taiki Shuttle 1994 栗毛 アメリカ | *ウェルシュマフィン Welsh Muffin  | Caerleon                          | Caerleon         |
| 母 アッシュケーク 2006 鹿毛 | 母の父*タイキシャトル Taiki Shuttle 1994 栗毛 アメリカ | *ウェルシュマフィン Welsh Muffin  | Muffitys                          |                  |
| 母 アッシュケーク 2006 鹿毛 | 母の母ケイアイグローリー 1993 鹿毛                     | Kris S.                           | Roberto                           | Roberto          |
| 母 アッシュケーク 2006 鹿毛 | 母の母ケイアイグローリー 1993 鹿毛                     | Kris S.                           | Sharp Queen                       |                  |
| 母 アッシュケーク 2006 鹿毛 | 母の母ケイアイグローリー 1993 鹿毛                     | Star Pitcher                      | Star Choice                       | Star Choice      |
| 母 アッシュケーク 2006 鹿毛 | 母の母ケイアイグローリー 1993 鹿毛                     | Star Pitcher                      | Rare'n Pitch                      |                  |
| 母系(F-No.)                 | ケイアイグローリー(USA)系(FN:1-n)                      | ケイアイグローリー(USA)系(FN:1-n) | ケイアイグローリー(USA)系(FN:1-n) | [ § 3 ]          |
| 5代内の近親交配             | Halo：4×4 Hail to Reason：5×5・5                       | Halo：4×4 Hail to Reason：5×5・5  | Halo：4×4 Hail to Reason：5×5・5  | [ § 4 ]          |
| 出典                        | 1. 2. 3. 4.                                            | 1. 2. 3. 4.                       | 1. 2. 3. 4.                       | 1. 2. 3. 4.      |